# Кохома (Мисисипи)
Кохома (енгл. Coahoma) град је у америчкој савезној држави Мисисипи.

## Демографија
По попису из 2010. године број становника је 377, што је 52 (16,0%) становника више него 2000. године.
| Група             | 2000.       | 2010.       |
| Белци             | 5 (1,5%)    | 3 (0,8%)    |
| Афроамериканци    | 319 (98,2%) | 374 (99,2%) |
| Азијати           | 0 (0,0%)    | 0 (0,0%)    |
| Хиспаноамериканци | 0 (0,0%)    | 0 (0,0%)    |
| Укупно            | 325         | 377         |